# Јулије Непот
Јулије Непот (лат. Iulius Nepos; око 430 — 480) је био западноримски цар од јуна 474. до 28. августа 475. године. Након пада са власти склонио се у провинцију Далмацију и све до своје смрти је формално носио царску титулу тако да је био последњи легитимни цар Западног римског царства.

## Биографија
Јулије Непот је био сестрић чувеног западноримског војсковође Марцелина који је од 454. практично био независни господар провинције Далмације. Марцелин је од 465. признавао власт источноримског цара Лава I пошто је био у сукобу са војсковођом Рицимером, најмоћнијим појединцем у Италији, преосталом остатку Западноримског царства. Непот је вероватно у овом периоду оженио једну од Лавових нећака и тиме се повезао са Лавовом династијом. Када је Марцелин убијен на Сицилији 468. Јулије Непот је наследио власт над Далмацијом. Цариградски двор му је доделио новостворену титулу врховног заповедника војске у Далмацији (magister militum Dalmatiae) и 474. патриција.
У Италији је западноримски трон попуњаван или по вољи Рицимера или цара Лава, понекад и уз њихову међусобну сарадњу. Рицимер је међутим умро 472. и његову улогу је преузео његов сестрић Гундобад, бургундски принц који је на престо довео Глицерија. Међутим, најкасније почетком 474. Гундобад је напустио Италију како би се умешао у борбе око бургундске круне, тако да је Глицерије остао без најјачег ослонца. Пошто Лав I није признао Гундобадовог штићеника за свог колегу одобрио је Непоту да крене у Италију и свргне Глицерија. Непот је у пролеће испловио из своје резиденције у Салони (околина данашњег Сплита) убрзо се нашао у Риму где је Глицерије принуђен да се повуче са власти и прихвати место епископа далеке Салоне.
О Непотовој владавини у Италији не зна се много сем да је ковао и новац са ликовима источноримских царева Лава II и Зенона чиме је истицано јединство Римског царства. Новац са Непотовим ликом кован је и у римским енклавама у Галији у Арлу, старој царској резиденцији, и у северној Галији којом је из Соасона управљао војсковођа Сијагрије. У централној Галији, у области Оверња, Непот је за новог заповедника војске поставио Екдикија, сина некадашњег цара Авита. Сама област и његово средиште, утврђени Клермон Феран били су под сталним нападима визиготског краља Еуриха, док су их Екдикије и његов зет епископ Сидоније Аполинар упорно бранили. На њихово запрепашћење, Непот је 475. склопио мир са Еурихом и препустио му централну Галију у замену за медитеранску обалу данашње Провансе. У самој Италији, Непот је као источњак био непопуларан код римских сенатора, а поред тога није могао да спречи пиратске походе вандалског краља Гејсериха који је владао северном Африком и острвима западног Средоземља. Друга велика грешка Јулија Непота била је именовање Флавија Ореста на место врховног команданта римске војске у Италији (magister militum). Орест је иницирао побуну војске и 28. августа 475. натерао Непота да побегне из царске резиденције у Равени у Далмацију.
Орест је за новог цара поставио свог десетогодишњег сина Ромула Августула који није признат за западноримског цара у Константинопољу. За цареве Василиска и Зенона, Непот је и даље био легитимни цар Запада, а мали Ромул је важио за узурпатора. Орест је ипак убијен већ наредне године када је одбио да удовољи захтевима варварских најамника. Њихов вођа Одоакар је 4. септембра 476. године свргао Ромула и послао га у кућни притвор у Кампању. Римски сенатје тада послао молбу Зенону да именовање западног цара више није неопходно и да би било најбоље да се Одоакру додели титула патриција и да Италијом управља као царев намесник. Истовремено, у Цариград је пристигла и делегација Јулија Непота који је тражио помоћ у људству и новцу како би повратио престо. Зенон га је утешио само речима, именовао Одоакара за патриција и препоручио му да прими назад Јулија Непота. Одоакар је све до 480. у Милану и Равени ковао новац са Непотовим ликом, али је потајно припремао заузимање Далмације. У Салони и Непот је бар у почетку ковао новац што је био један од знакова његовог легитимитета.
Најзад, није тачно познато како је Непот умро, извесно је само да се то десило насилним путем. По најранијим изворима убијен је од стране својих људи између 25. априла и 22. јуна 480. у Салони управо у време док је радио на повратку у Италију. Византијски хроничар Малхо записао је у 6. веку верзију догађаја по којој је Непота отровао епископ Салоне Глицерије по Одоакаровом налогу. Било како било, Непот је и поред свих амбиција 480. био већ периферна фигура у високој политици и након његове смрти Одоакар је проширио своју власт на западни Балкан. Био је последњи носилац титуле западноримског цара, тако да се оправдано може рећи да је управо он, а не Ромул Августул, био последњи римски август на Западу.